# Desfiladero de Cumberland

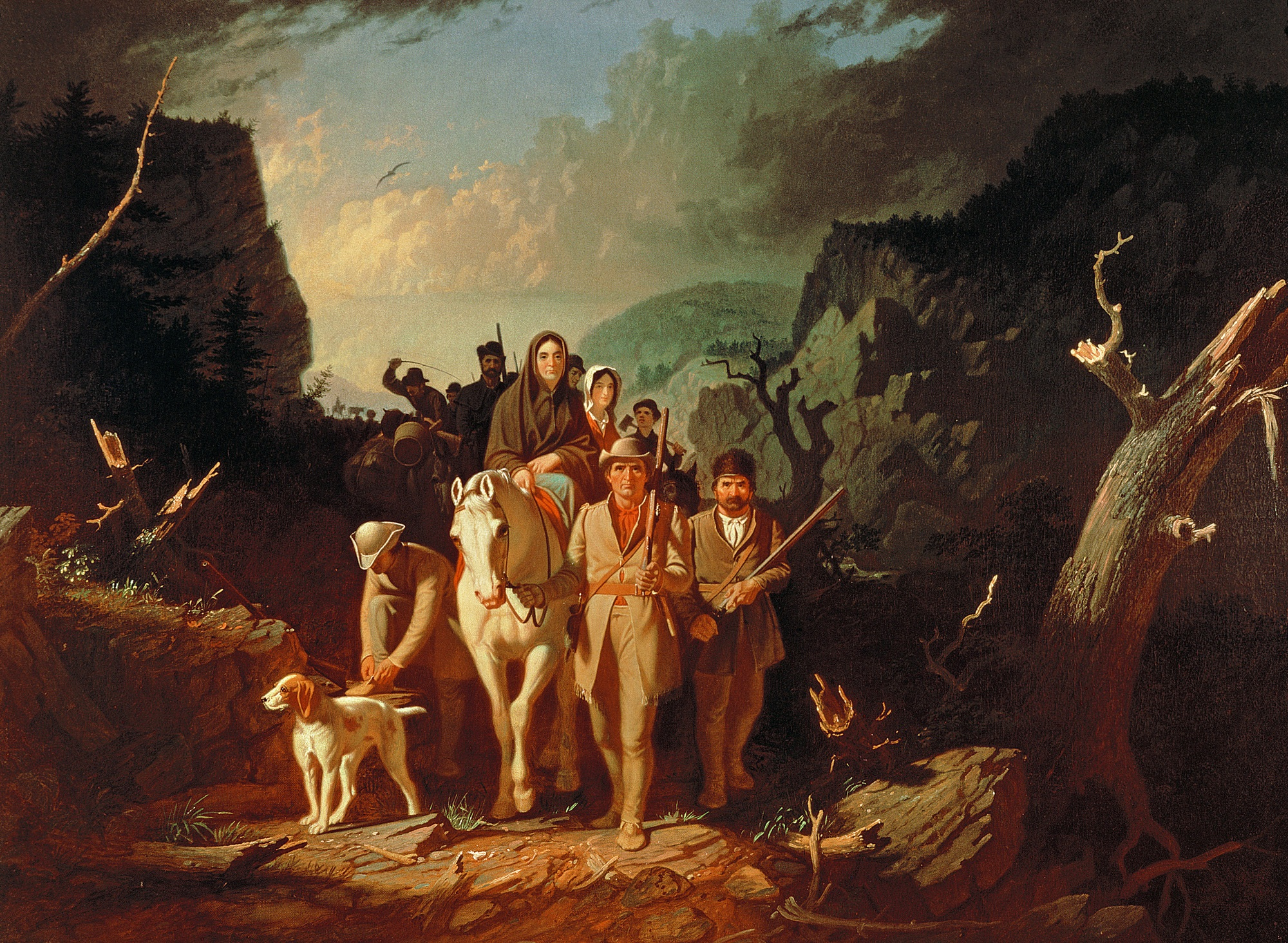
Daniel Boone escoltando a los colonizadores a través del desfiladero de Cumberland (George Caleb Bingham, óleo sobre lienzo, 1851–52).

El desfiladero de Cumberland (en inglés Cumberland Gap)  es un puerto o paso de montaña con una elevación máxima de 488 m s. n. m.  a través la región de las montañas Cumberland de los Apalaches, también conocido como la garganta de Cumberland. Famoso en la historia estadounidense por su papel como el corredor principal a través de los Apalaches centrales, fue una parte importante de la Wilderness Road. Usado durante largo tiempo por los indios americanos, el camino fue ensanchado por un equipo de leñadores encabezado por Daniel Boone, haciéndolo accesible a los primeros colonizadores, que lo usaban para viajar a las fronteras occidentales de Kentucky y Tennessee.

## Ubicación
El desfiladero de Cumberland está situado justo al norte del punto donde los estados actuales de Kentucky, Tennessee y Virginia se juntan. La población cercana de Cumberland Gap (Tennessee) toma su nombre del puerto de montaña.
El desfiladero fue formado por un antiguo arroyo que fluía hacia el sur y lo atravesaba haciendo subir la tierra para formar las montañas. A medida que la tierra se elevó aún más, el arroyo invirtió la dirección fluyendo hacia el río Cumberland al norte. El desfiladero fue usado por indios americanos y por las manadas de animales que emigraban.

## Historia
El desfiladero fue nombrado por el príncipe William Augustus, duque de Cumberland, quién fue epónimo de muchos lugares en las Trece Colonias Americanas  después de la batalla de Culloden. El explorador Thomas Walker dio el nombre al río Cumberland en 1750, y pronto el nombre se extendió a muchos otros accidentes geográficos en la región, como el desfiladero de Cumberland.
En 1775, Daniel Boone, contratado por la Transylvania Company, encabezó una compañía de hombres para ensanchar el camino a través del desfiladero para hacer más fácil la colonización de Kentucky y Tennessee. La senda fue ensanchada en la década de 1790 para tener espacio para el tráfico de carros. 

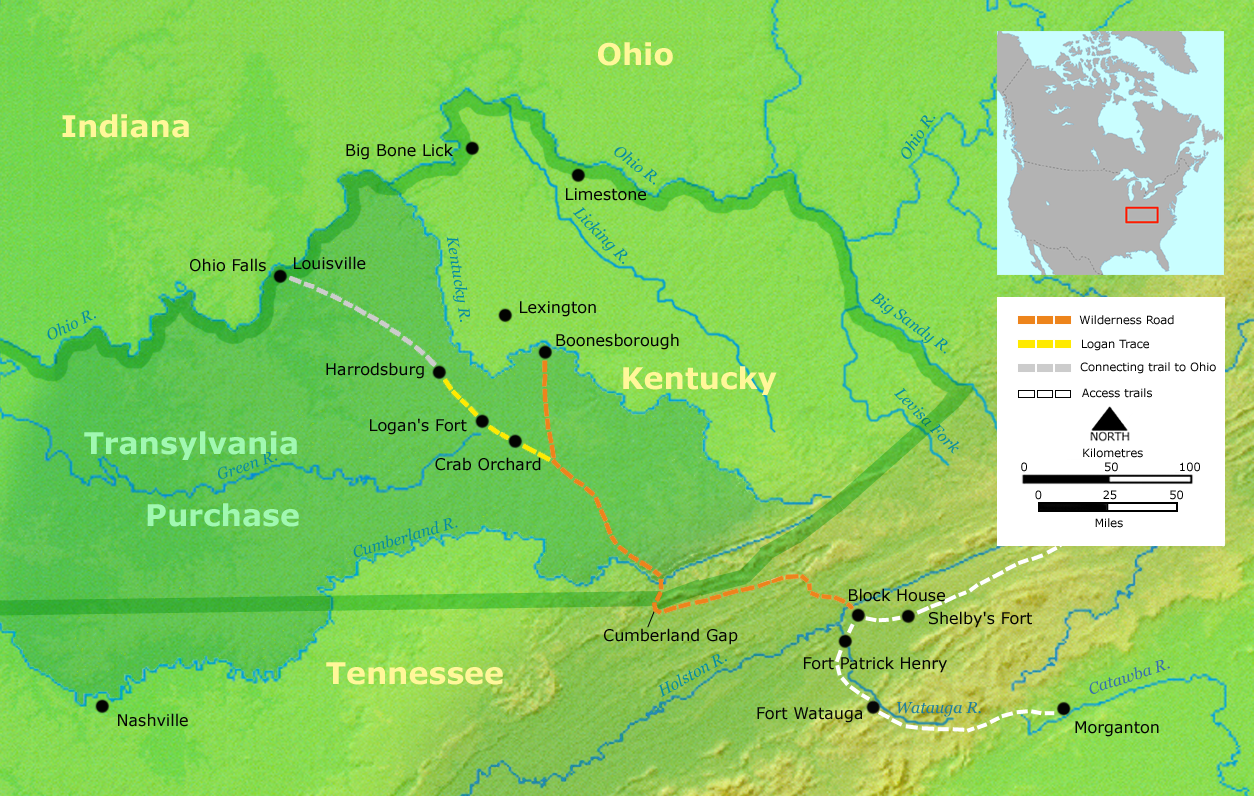
Mapa que muestra el desfiladero de Cumberland en relación con la ruta de la Wilderness Road desde Virginia a Kentucky.

Se estima que entre 200.000 y 300.000 inmigrantes pasaron a través del desfiladero en su camino hacia Kentucky y el valle de Ohio antes de 1810. Hoy en día 18.000 coches pasan por debajo del lugar diariamente, y 1.200.000 personas visitan el parque del lugar anualmente.
La U.S. Route 25E pasaba a través del desfiladero antes de la finalización del túnel del desfiladero de Cumberland en 1996. El camino original fue entonces restaurado.

## Rasgos geológicos
El desfiladero de Cumberland de 19 km de longitud consta de cuatro rasgos geológicos: el valle del arroyo amarillo, el desfiladero natural en la cresta de la montaña Cumberland, el desfiladero erosionado en la montaña Pine y el cráter de Middlesboro. 
El cráter de Middlesboro es un cráter de impacto meteorítico de 4,8 km de diámetro en donde Middlesboro (Kentucky) está situado. El cráter fue identificado en 1966 cuando Robert Dietz descubrió conos astillados en arenisca, lo que le llevó a la posterior identificación de cuarzo metamórfico. Los conos astillados, un patrón de astillamiento de las rocas formado de manera natural sólo durante impactos astronómicos, se encuentran en abundancia en el área. En septiembre de 2003 el lugar fue designado un Distinguished Geologic Site por la Kentucky Society of Professional Geologists.[cita requerida]
Sin el cráter de Middlesboro, habría sido difícil para los caballos de carga atravesar este desfiladero e improbable que los caminos de carros hubieran sido construidos en una fecha temprana. Middlesboro es el único lugar en el mundo donde el carbón es extraído del interior de un cráter de impacto. Se usan técnicas de minería especiales en los estratos complicados de este cráter. (Milam & Kuehn, 36).[cita requerida]

## Referencias en la cultura popular

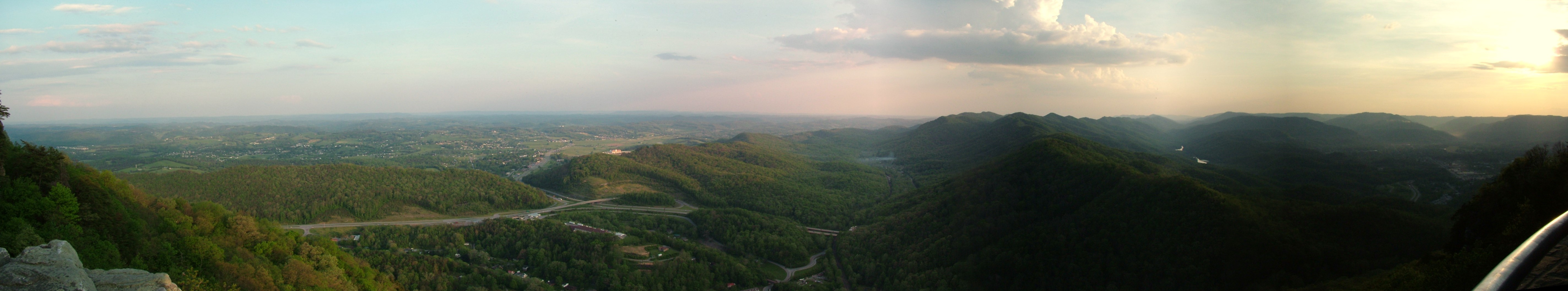
Vista panorámica desde el Pinnacle Overlook en el Parque Histórico Nacional del desfiladero de Cumberland.